# Denis Éthier
Pour les articles homonymes, voir Éthier.
Denis Éthier, né le 25 mars 1926 à Sainte-Justine-de-Newton et mort le 15 mars 2017 à Alexandria, était un député libéral à la Chambre des communes du Canada.

## Biographie
Il a représenté la circonscription ontarienne de Glengarry—Prescott—Russell, qu'il a remportée pour la première fois aux élections fédérales de 1972. Il remplaçait son frère à ce poste. Il a été réélu en 1974, 1979 et 1980. Il a quitté la politique fédérale en 1984 et n'a pas participé aux élections fédérales cette année-là. Il a servi quatre mandats consécutifs de la 29e à la 32e législature du Canada.